# Multinational Division South
Die Multinational Division South (MND - S) ist eine multinationale verlegbare Division der NATO. Sie hat ihr Hauptquartier im italienischen Florenz. Italien ist die "Rahmennation" der Division.

## Geschichte
Das italienische Verteidigungsministerium schlug dem Nordatlantikrat 2019 die Schaffung eines neuen multinationalen Hauptquartiers im Rahmen der NATO-Streitkräftestruktur vor. Die Divison entstand im Wesentlichen aus dem Kern der italienischen Divisione “Vittorio Veneto” mit Sitz des Stabes in der Caserma Predieri im Arno-aufwärts gelegenen Florenzer Vorort Bagno a Ripoli.
Die “Vittorio Veneto” Division beteiligte sich 2023 in Vorbereitung ihrer Umgliederung an einer Reihe multinationaler Übungen. Die Teilnahme an weiteren Übungen im folgenden Jahr diente dem Nachweis der vollen Einsatzbereitschaft als ein Land Component Command. Der SACEUR genehmigte im Mai 2024 eine entsprechende Strategische Direktive in Bezug auf die Einsatzbereitschaft der Division.
Im Juli 2025 wurde die “Vittorio Veneto” Division offiziell in MND-S umbenannt und Mitte 2025 wurde die Division zweiter Führungsverband der ebenfalls 2024 aufgestellten Allied Reaction Force. 

## Aufgaben
Die Aufgabe des Hauptquartiers der Multinationalen Division Süd ist die Koordination der Aktivitäten der ihr unterstellten Truppen. Im Gegensatz zu anderen multinationelen NATO-Divisionen ist ihr geographischer Einsatzraum nicht festgelegt. Vielmehr ist die Division verlegefähig und die wesentliche Aufgabe des Hauptquartiers ist kollektive Bündnisverteidigung (BV) gemäß Artikel 5 des NATO-Vertrags im jeweiligen Einsatzgebiet.